# Inowrocławskie Kopalnie Soli „Solino”
Inowrocławskie Kopalnie Soli „Solino” S.A. – polska spółka akcyjna w składzie Grupy Orlen z siedzibą w Inowrocławiu, w województwie kujawsko-pomorskim, dysponująca dwiema czynnymi kopalniami soli kamiennej w kraju.

## Informacje ogólne

### Produkty
Spółka zajmuje się produkcją solanki przemysłowej, konfekcjonowaniem soli spożywczej oraz magazynowaniem ropy i paliw. Firma jest największym producentem solanki w Polsce w wielkości 9 mln m³ rocznie. Głównymi odbiorcami tego produktu są zakłady przemysłu chemicznego: Soda Polska Ciech S.A. oraz Anwil S.A. Przedsiębiorstwo dostarcza również solankę do Uzdrowiska Inowrocław, a także wykorzystuje ją w procesach tłoczenia ropy naftowej i paliw do podziemnych magazynów, które są jedynym tego typu obiektem w Polsce o znaczeniu strategicznym dla bezpieczeństwa energetycznego państwa. W 2016 spółka posiadała w Polsce 57% pojemności magazynowych ropy naftowej oraz 46% paliw płynnych.
Podstawowe wyroby soli konfekcjonowanej to:
- sól kuchenna (jodowana);
- sól spożywcza (warzona próżniowo), stosowana w przemyśle spożywczym, piekarniczym, mleczarskim, tłuszczowym, przyprawowym oraz w przetwórstwie owocowo-warzywnym;
- sól peklująca (z dodatkiem azotynu sodu) dla przemysłu mięsnego;
- sól paszowa, stosowana jako dodatek do pasz dla zwierząt hodowlanych i dzikich;
- sól przemysłowa do produkcji środków piorących, elektrolizy, przemysłu farmaceutycznego, zimowego utrzymania dróg;
- solanka dla przemysłu chemicznego;
- środki do zmiękczania, uzdatniania i dezynfekowania wody (tabletki i brykiety solne solaqua, granulat solny do zmywarek).

### Akcjonariat
Właścicielem 100% akcji spółki jest ORLEN S.A.

### Struktura
- Kopalnia Soli i PMRiP Góra – Radojewice, mieści także Podziemny Magazyn Ropy i Paliw
- Kopalnia Soli Mogilno – Przyjma koło Mogilna, mieści także Kawernowy Magazyn Gazu Ziemnego
- Biuro Produkcji i Sprzedaży – Inowrocław
- Dział Kontroli Jakości
- Dział Handlu i Logistyki
- Dział Marketingu i Sprzedaży

### Systemy zarządzania
- System Zarządzania Jakością ISO 9001
- Certyfikat ISO 14001
- System Zarządzania Bezpieczeństwem Żywności Food Safety Certyfication 22000:2010.
- System Zarządzania BHP spełniający wymagania normy PN-N 18001:2004
- System Zarządzania Bezpieczeństwem Informacji spełniający wymagania normy ISO/IEC 27001:2014.
- Świadectwo Realizatora Programu „Odpowiedzialność i Troska” (Responsible Care)

### Orkiestra Górnicza
W przedsiębiorstwie od 1968 roku funkcjonuje 40-osobowa dęta orkiestra górnicza, która uświetnia ważne uroczystości w zakładzie, mieście i regionie. Muzycy występują w strojach galowych tj. w górniczych mundurach z czerwonymi pióropuszami. Od 1973 roku orkiestra bierze udział w przeglądach orkiestr dętych i festiwalach ogólnopolskich, uzyskując dyplomy i wyróżnienia.

## Historia
Historia przedsiębiorstwa sięga 1928 roku, kiedy wydrążono szyb „Solno I” w Inowrocławiu. Wcześniej, w 1873 roku powstała pierwsza warzelnia soli, w 1874 i 1889 kopalnie soli w Inowrocławiu, a w 1882 roku – fabryka sody w Mątwach, które zainaugurowały rozwój przemysłu chemicznego opartego na wydobyciu soli kamiennej na Kujawach. W latach 1928–1969 sól wydobywano tylko w Inowrocławiu, od 1969 roku także w kopalni otworowej w Górze koło Inowrocławia. W 1986 roku władze rządowe ze względów bezpieczeństwa zdecydowały o likwidacji kopalni w Inowrocławiu, a jednocześnie otwarto drugą kopalnię otworową w Przyjmie koło Mogilna.
1 sierpnia 1992 nastąpiła komercjalizacja przedsiębiorstwa i przekształcenie w spółkę akcyjną Skarbu Państwa. W 1996 roku większościowy pakiet akcji przedsiębiorstwa odkupił od Skarbu Państwa PKN Orlen. Od 1998 roku Inowrocławskie Kopalnie Soli „Solino” oprócz wydobywania solanki oraz konfekcjonowania soli zajmowały się podziemnym magazynowaniem ropy i paliw w podziemnych komorach, które powstały po wydobyciu solanki metodą ługowania przez otwory wiercone z powierzchni. Podziemne magazynowanie paliw polega na wtłaczaniu w górną część komory wypełnionej solanką produktu magazynowanego. W tym czasie solanka z dolnej części komory wypychana jest na powierzchnię i wykorzystana do celów przemysłowych. Aby wydobyć produkt na zewnątrz, wtłacza się na dno magazynu solankę przemysłową, która z kolei wypycha paliwo na powierzchnię. Jest to najbardziej bezpieczny i przyjazny dla środowiska sposób przechowywania surowców energetycznych. W 2002 rozpoczęto eksploatację jedynego w Polsce Podziemnego Magazynu Ropy i Paliw o pojemności 6 mln m³ w kawernach poeksploatacyjnych Kopalni Soli „Góra”. Magazynowane są w nim m.in. państwowe rezerwy strategiczne.
W czerwcu 2011 roku PKN Orlen nabył resztę akcji Kopalni Soli „Solino” od Skarbu Państwa. W latach 1996–2016 inwestycje w środki trwałe wyniosły 600 mln zł. Od 2010 zysk pooperacyjny wynosił 25 mln zł rocznie. W 2009 roku przedsiębiorstwo znalazło się na Liście 2000 największych polskich firm w rankingu Rzeczpospolitej.
W 2014 w zakładzie odbył się strajk głodowy na tle niekorzystnych zmian warunków pracy i płacy. W 2016 zrealizowano budowę infrastruktury naziemnej do nowych otworów eksploatacyjnych w Kopalni Soli „Mogilno”. Zatrudnienie w 2016 roku sięgało 259 osób.
Po wyczerpaniu złóż w Górze koło Inowrocławia, PKN Orlen planuje perspektywicznie budowę nowej kopalni soli w innej lokalizacji. Wzięte pod uwagę mogą być cztery niezagospodarowane złoża soli w rejonie Polski centralnej: Rogoźno k. Łodzi, Damasławek, Lubień Kujawski i Łanięta, które spełniają wymogi stawiane strukturom przeznaczonym do podziemnego magazynowania. Natomiast wysady Goleniów i Izbica Kujawska są brane pod uwagę, ale wymagają przeprowadzenia szczegółowych badań.

### Kopalnia soli „Góra”
W 1911 roku podczas badań geologicznych w pobliżu wsi Góra odkryto wysad solny na głębokości 113 m możliwy do eksploatacji przemysłowej. W przekroju poziomym wysad ma kształt koła o średnicy 0,8 km. Złoża soli znajdują się na głębokości 104–143 m pod czapą anhydrytowo-iłowo-gipsową. Po zalaniu wszystkich kopalni soli w Inowrocławiu (1907) przez wody podziemne, rząd pruski dla zapewnienia istnienia państwowej warzelni soli zainteresował się złożem w Górze, jednak nie zdecydowano się na budowę nowej kopalni. W latach 20. XX w. wobec spodziewanych problemów związanych z zalewaniem projektowanego w Górze szybu, zdecydowano o drążeniu szybu „Solno” w Inowrocławiu według pomysłu inż. Kikingera. Budowę podjęto dopiero na początku lat 60. XX w. Wmurowanie aktu erekcyjnego nastąpiło 26 kwietnia 1963 roku, a otwarcie Otworowej Kopalni Soli w Górze w 1969 roku. Wchodziła ona w skład Inowrocławskich Kopalni Soli im. Bolesława Krupińskiego. Celem jej budowy było zaspokojenie potrzeb surowcowych oraz rezerw na wypadek awarii szybów „Solno I” lub „Solno II” w Inowrocławiu. Eksploatację soli na skalę przemysłową rozpoczęto w 1970 roku. W latach 80. XX w. wprowadzono system wielostrefowej ługowniczej eksploatacji otworowej. W latach 1998–2007 w 10 wyeksploatowanych kawernach solnych na głębokości ok. 350 m utworzono podziemne magazyny ropy naftowej i paliw o łącznej pojemności ok. 6 mln m³.
Zasoby złoża w Górze szacowane są na 1,77 mld ton soli, z czego 274 mln ton możliwe jest do eksploatacji przemysłowej.

### Kopalnia Soli „Mogilno”
Wysad soli cechsztyńskiej w okolicy Mogilna zlokalizowano w 1956 roku podczas wierceń w poszukiwaniu ropy naftowej. Udokumentowane zostały dwa złoża: „Mogilno I” (1963-2006) i „Mogilno II” (1981-2007). Wysad ma w rzucie kształt elipsy o wymiarach 8 × 1 km. Zwierciadło solne występuje na głębokości od 210 do 600 m i pokryte jest czapą anhydrytowo-gipsowo-iłową o grubości 100–160 m.
Inauguracja działalności produkcyjnej w Kopalni Otworowej „Mogilno” w miejscowości Przyjma nastąpiła 13 lutego 1986 roku. Eksploatacja odbywała się z powierzchni, metodą otworową z izolacją olejową stropu. Pracujący tu górnicy nie musieli zjeżdżać pod ziemię. W złoża wprowadzano rury, w które wtłaczano wodę, co powodowało wypływanie solanki. Początkowo eksploatowano 16 otworów. Produkcja kopalni zastąpiła zamknięte szyby wydobywcze „Solno” w Inowrocławiu. Solankę przesyłano do Janikowskich Zakładów Sodowych (111 mln m³ w latach 1986–2016). Od 1997 kopalnia była również ważnym elementem infrastruktury technologicznej Kawernowych Magazynów Gazu Ziemnego. Docelowo objętość kawern magazynowych ma wynosić 800 mln m³. W 2016 zrealizowano budowę infrastruktury do sześciu nowych otworów eksploatacyjnych.
Zasoby złoża w Mogilnie szacowane są na 5,55 mld ton soli, z czego 3,94 mld ton możliwe jest do eksploatacji przemysłowej.